# Merry-Joseph Blondel

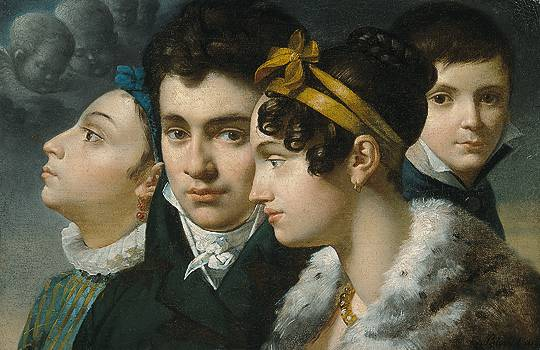
Portret rodziny, 1813, Kunsthalle Bremen

Merry-Joseph Blondel (ur. 25 lipca 1781 w Paryżu, zm. 12 czerwca 1853 tamże) – francuski malarz neoklasycystyczny i dekorator.
Uczeń Jeana-Baptiste Regnaulta, laureat nagrody i stypendium Grand Prix de Rome w 1803 za płótno Énée portant son père Anchise. Członek Académie des beaux-arts (1832) i profesor École nationale supérieure des beaux-arts w Paryżu. Malował obrazy o tematyce historycznej i mitologicznej. Wykonywał dekoracje ścienne i sufitowe m.in. plafony i freski w Luwrze, Pałacu Luksemburskim i zamku w Fontainebleau. Wystawiał w paryskim Salonie, w 1817 otrzymał złoty medal za Śmierć Ludwika XII.